# Apostole della Sacra Famiglia
Le Apostole della Sacra Famiglia sono un istituto religioso femminile di diritto pontificio: le suore di questa congregazione pospongono al loro nome la sigla A.S.F.

## Storia
La congregazione, detta in origine delle Piccole serve della Sacra Famiglia, fu eretta a Messina il 23 novembre 1890.
Le suore riconoscono come fondatore l'allora arcivescovo di Messina, il cardinale Giuseppe Guarino.
La primitiva comunità, che aveva sede nella casa Leone XIII, era composta da tre suore sotto la direzione del sacerdote Gaetano Bianco: la prima superiora, eletta nel 1891, fu Carmela Auteri.
Solo cinque suore sopravvissero al terremoto di Messina del 1908: due di loro lasciarono la vita religiosa e altre due entrarono in altre congregazioni. L'unica suora rimasta, Teresa Ferrara, garantì la continuità dell'istituto e ne avviò la ripresa.
Dopo la morte della Ferrara (1956), il governo dell'istituto fu affidato a commissarie della congregazione delle Figlie di Maria Ausiliatrice (le salesiane Giuseppina Perricone e, poi, Giuseppina Musso).

## Attività e diffusione
Le suore si dedicano all'educazione della gioventù e all'assistenza agli ammalati.
Oltre che in Italia, la congregazione è attiva in Argentina e Brasile; la sede generalizia è a Messina.
Alla fine del 2015 l'istituto contava 70 religiose in 15 case.